# Grand-mère (chanson)
Pistes de Jacky
Fernand Les désespérés
Pistes de Ces gens-là
L'Âge idiot Les Désespérés
Grand-mère est une chanson de l'auteur-compositeur-interprète Jacques Brel. Elle sort en 1965 en single et sur le 33 tours 25 cm Jacky, précédent la sortie, en 1966, d'un 33 tours 30 cm de compilation considéré comme le huitième album de l'artiste.

## La chanson
« Comment voulez-vous bonnes gens que... »
Avec le portrait de cette grand-mère, bourgeoise, despote autant que riche, moraliste et bigote, Jacques Brel s'interroge sur la transmission des valeurs morales à la jeunesse, quand leurs aînés les transgressent à loisir.
C'est ainsi que tandis que grand-mère compte l'argent amassé dans ses usines...
«  pendant c'temps-là, Grand-père court après la bonne, En lui disant que « l'argent, Ne fait pas le bonheur... »
C'est encore grand-mère dirigiste, autoritaire, « culotte de peau » et
« Pendant c'temps-là, Grand-père court après la bonne, En lui disant que « l'armée elle bat l'beurre"... »
Et puis grand-mère a de la religion, pécheresse elle confesse ses fautes, il faut bien assurer sa place au paradis...
« Pendant c'temps-là, Grand-père court après la bonne, En lui disant que « les curés sont farceurs... »
Grand-père aussi à une (mauvaise) conscience et alors qu'il se repent de l'avoir trompé...
« Pendant c'temps-là, Grand-mère se tape la bonne, En lui disant que « les hommes sont menteurs »
« Comment voulez-vous bonnes gens, Que nos bonnes bonnes, Et notre belle jeunesse aient le sens des valeurs. »
(Jacques Brel)

## Discographie
1965
- super 45 tours Barclay 70901 M : Fernand, Grand-mère, Les désespérés[1].

- 33 tours 25cm Barclay 80284[2] Jacky.

1966 : 
- 33 tours 30cm Barclay 90021[3] : album Ces gens-là.